# Włodzimierz Ritter von Kostrakiewicz–Zborowski
Włodzimierz Ritter von Kostrakiewicz–Zborowski, Włodzimierz Zborowski (ur. 30 sierpnia 1860 w Bardyovie na Węgrzech, zm. 27 października 1928 w Krakowie) – austriacki i polski inżynier oraz urzędnik kolejowy.

## Życiorys
Syn Mikołaja Kostrakiewicza i Alojzy Zborowskiej. Początkowo był kształcony prywatnie (do 1871), a później w c.k. Wyższej Szkole Realnej we Lwowie. Studiował na Wydziale Budowy Machin w c.k. Szkole Politechnicznej we Lwowie (1878–1883). W międzyczasie odbył roczną służbę wojskową w 55. regimencie piechoty hrabiego Leopolda Gondrecourta (1881). W 1884 rozpoczął prace w c.k. kolei Karola Ludwika we Lwowie (K.k. priv. galiz. Carl Ludwig-Bahn). W 1885 Włodzimierza Kostrakiewicza adoptuje wuj Ignacy Ritter von Zborowski, prezydent c.k. Sądu Krajowego w Krakowie, co upoważniało Włodzimierza do używania obu nazwisk, a w 1889 uzyskania prawa do tytułu Ritter von. W 1886 jest zatrudniony w Przemyślu, następnie powierzono mu stanowisko naczelnika warsztatów kolejowych w Nowego Sączu (1892–1901). W 1901 przenosi się do Krakowa, gdzie kieruje Oddziałem IV w c.k. kolei państwowych w Krakowie gdzie zostaje powołany na stanowisko zastępcy (w latach 1906–1909 ), a następnie jej dyrektora (1909–1918). Stanowisko zachował również w okresie II Rzeczypospolitej (1918–1920). Był honorowym obywatelem Tarnowa i dyrektorem Związku Przemysłowców w Krakowie.
Pochowany na cmentarzu Rakowickim w Krakowie (pas 39, rząd płd.-wsch., miejsce narożnik).